# Michel García
Michel Gibrant García García (Città del Messico, 27 agosto 1986) è un ex calciatore messicano, di ruolo centrocampista.

## Carriera
Ha giocato nella massima serie messicana.